# 비천무
"비천무"(飛天舞)는 김혜린이 창작한 만화와 이를 원작으로 하는 영화와 드라마이다.

## 줄거리
12세기 중국, 몽골의 통치 기간 동안 어린 시절의 연인 진하와 설리는 헤어졌지만 재결합을 맹세한다. 고아 진하는 비천무술을 배우기 시작하고 아버지가 몽골군에 의해 살해된 검객이라는 사실을 알게 된다. 한편, 몽골 장군인 설리의 아버지는 그녀가 몽골 귀족과 결혼하도록 주선한다. 진하가 죽었다고 생각한 설리는 귀족과 결혼한다. 임사병에서 회복한 진하는 산적 자하랑의 페르소나를 맡아 전사 군대의 도움을 받아 반몽골 십자군을 시작한다. 진하의 산적 전사들이 설리의 저택에 잠입하자 마침내 진하와 설리는 재회한다.

## 만화

### 애장판
- 비천무 1권 ISBN 89-528-8681-X
- 비천무 2권 ISBN 89-528-8682-8
- 비천무 3권 ISBN 89-528-8683-6
- 비천무 4권 ISBN 89-528-8684-4

## 영화

### 출연 배우
- 김희선 - 설리 역
- 신현준 - 진하 역
- 정진영 - 준광 역
- 장동직 - 라이 역
- 김학철 - 타루가 역
- 기주봉 - 곽정 역
- 서태화 - 사준 역
- 최유정 - 여진 역
- 추귀정 - 설리 모 역
- 오승명 - 연길 역
- 김수로 - 아신 역
- 류현경 - 아리수 역
- 이한갈 - 창룡 역
- 한상역 - 조백승 역

### 스태프
- 감독: 김영준
- 제작: 정태원
- 각본: 김영준
- 촬영: 변희성, 황보민, 김태환
- 음악: 김준선
- 편집: 이현미
- 미술: 오상만
- 무술 감독: 마옥성
- 프로튜서: 박성근
- 제작사: 태원엔터테인먼트
- 배급사: 시네마 서비스